# John Wick: Chapter 4
John Wick: Chapter 4 er en amerikansk film fra 2023 af Chad Stahelski.

## Medvirkende
- Keanu Reeves som John Wick
- Donnie Yen som Caine
- Bill Skarsgård som Marquis Vincent de Gramont
- Laurence Fishburne
- Hiroyuki Sanada som Shimazu Koji
- Shamier Anderson som Mr. Nobody